# 突緣玄珠螺
突緣玄珠螺（学名：Mesophora elvirae）为左錐螺科玄珠螺屬下的一个种。